# NGC 4219
NGC 4219 (również PGC 39315) – galaktyka spiralna (Sbc), znajdująca się w gwiazdozbiorze Centaura. Odkrył ją John Herschel 3 czerwca 1834 roku. W tej galaktyce zaobserwowano do tej pory dwie supernowe – SN 2011am i SN 2011hp.